# Ligne Kintetsu Yoshino
La ligne Kintetsu Yoshino (近鉄吉野線, Kintetsu Yoshino-sen) est une ligne ferroviaire du réseau Kintetsu située dans la préfecture de Nara au Japon. Elle relie la gare de Kashiharajingu-mae à Kashihara à la gare de Yoshino à Yoshino.

## Histoire
La ligne a été ouverte le 25 octobre 1912 par le chemin de fer de Yoshino (吉野鉄道, Yoshino Tetsudō) entre Yoshino et Muda. Elle est prolongée à Kashiharajingu-mae en 1923.

## Caractéristiques

### Ligne
- Écartement : 1 067 mm
- Alimentation : 1 500 V par caténaire

### Services et interconnexion
La ligne est interconnectée avec la ligne Kintetsu Minami Osaka pour des services vers Osaka-Abenobashi.

### Liste des gares

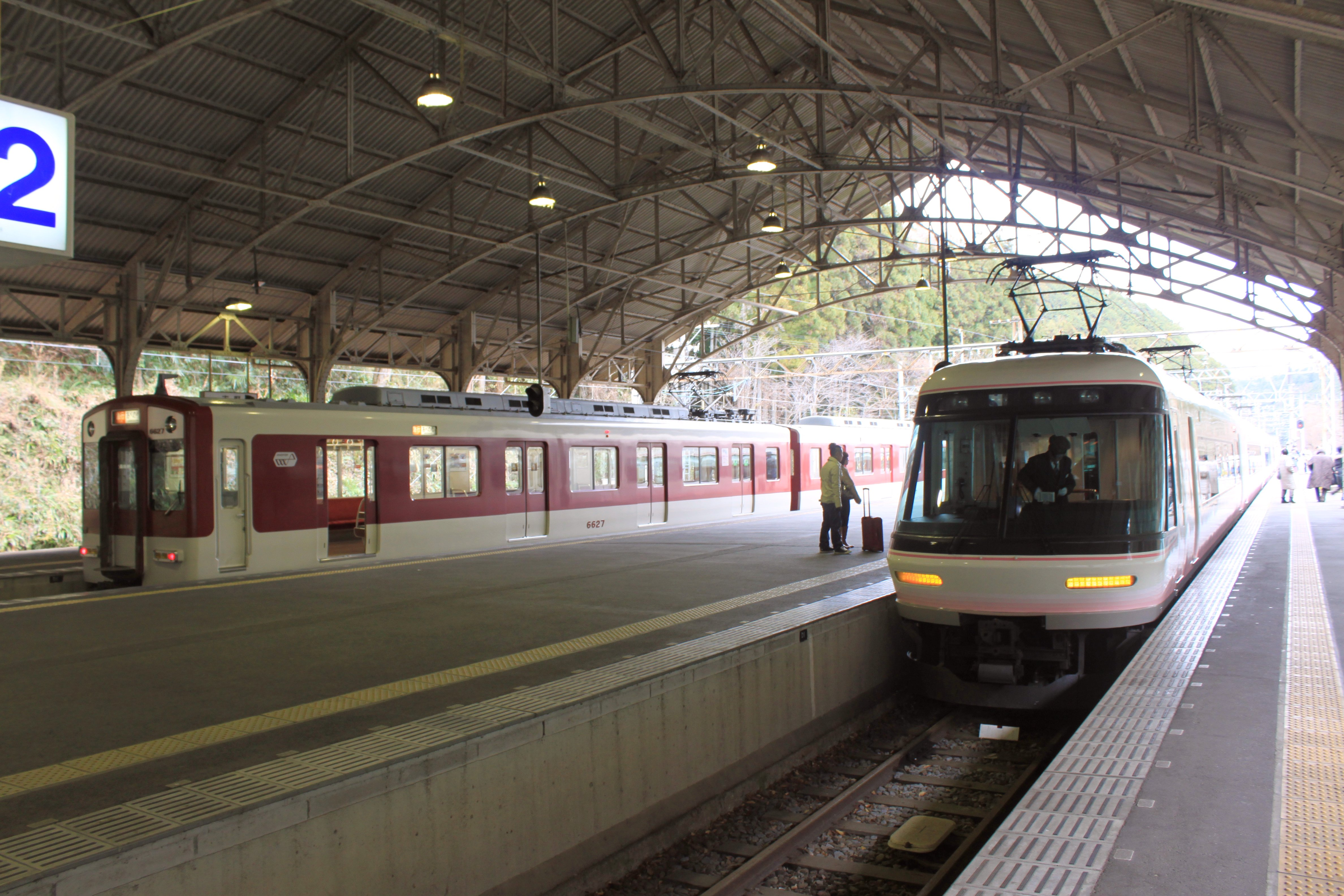
Le terminus à Yoshino.

La ligne comporte 16 gares, numérotées de F42 à F57.
| Numéro | Gare               | Nom japonais | Distance depuis Kashiharajingu-mae (km) | Correspondances                                     | Localisation | Localisation |
| ------ | ------------------ | ------------ | --------------------------------------- | --------------------------------------------------- | ------------ | ------------ |
| F42    | Kashiharajingu-mae | 橿原神宮前   | 0                                       | Kintetsu : Minami Osaka (interconnexion), Kashihara | Kashihara    |              |
| F43    | Okadera            | 岡寺         | 1,1                                     |                                                     | Kashihara    |              |
| F44    | Asuka              | 飛鳥         | 2,2                                     |                                                     | Asuka        |              |
| F45    | Tsubosakayama      | 壺阪山       | 3,9                                     |                                                     | Takatori     |              |
| F46    | Ichio              | 市尾         | 6,0                                     |                                                     | Takatori     |              |
| F47    | Kuzu (ja)          | 葛           | 7,9                                     |                                                     | Gose         |              |
| F48    | Yoshinoguchi       | 吉野口       | 9,5                                     | JR West : Wakayama                                  | Gose         |              |
| F49    | Kusurimizu         | 薬水         | 11,2                                    |                                                     | Ōyodo        |              |
| F50    | Fukugami           | 福神         | 12,8                                    |                                                     | Ōyodo        |              |
| F51    | Ōada               | 大阿太       | 14,6                                    |                                                     | Ōyodo        |              |
| F52    | Shimoichiguchi     | 下市口       | 17,0                                    |                                                     | Ōyodo        |              |
| F53    | Koshibe            | 越部         | 18,7                                    |                                                     | Ōyodo        |              |
| F54    | Muda               | 六田         | 20,7                                    |                                                     | Ōyodo        |              |
| F55    | Yamato-Kamiichi    | 大和上市     | 22,9                                    |                                                     | Yoshino      |              |
| F56    | Yoshino-Jingū      | 吉野神宮     | 23,7                                    |                                                     | Yoshino      |              |
| F57    | Yoshino            | 吉野         | 25,2                                    | Téléphérique de Yoshino                             | Yoshino      |              |